# مسئله مولینیو
در ۷ ژوئیه ۱۶۸۸ (۱۷ تیر ۱۰۶۷ ه‍.ش) دانشمند و سیاستمدارِ ایرلندی، ویلیام مولینیو (۱۶۹۸–۱۶۵۶)، نامه‌ای به جان لاک نوشت و در این نامه، مسئله‌ای را مطرح کرد. با طرح این مسئله، تاکنون فلاسفه و دانشمندان تلاش زیادی برای حل آن انجام داده‌اند و مباحث بسیاری در این بین رقم خورده‌است. مسئلهٔ مولینیو یکی از مهم‌ترین و ثمربخش‌ترین آزمایش‌های فکری است که تا کنون در تاریخ فلسفه پیشنهاد شده‌است. ارنست کاسیرر آن را «مرکز مشترک» همهٔ «مسائلِ خاصِ معرفت‌شناسی و روان‌شناسیِ قرن هجدهم» نامیده‌است. مسئله به‌طور خلاصه چنین است: انسانی را در نظر بگیرید که نابینا به دنیا آمده و تنها به کمک حس لامسه، یادگرفته که بین کُره و مکعب فرق بگذارد و نام‌شان را به زبان بیاورد. اگر چنین انسانی قادر به دیدن شود، آیا می‌تواند صرفاً با اتکا به قوهٔ بینایی‌اش، مکعب و کُره را از یکدیگر تشخیص دهد؟

## شرح مسئله
مولینیو به شدت علاقه‌مند به دانشِ شناخت خواصِ نور (نورشناسی) و روان‌شناسی دیدن بود. این علاقه‌مندی‌ها تا حدود زیادی میان معاصرانِ او نیز وجود داشت و در آن روزگار، دانشمندان بسیاری به این قبیل مسائل توجه داشتند. مطابق انتظار، در کنار مسائل علمی، همواره مسائل فلسفی نیز به مرکز توجه می‌آمد. در این میان، جان لاک ـ که مولینیو بسیار به او علاقه‌مند بود ـ بر این نظر بود که ذهنیتی که از طریق یکی از حواس در ما ایجاد شده متفاوت است از ذهنیتی که چند حس در ایجادِ آن نقش داشته‌اند. در واقع، لاک معتقد بود که اگر کسی یک حس (مثلاً بینایی، یا لامسه) را نداشته باشد، ایده و ذهنیتِ مرتبط با آن حس را نیز ندارد. فردی که نمی‌تواند ببیند، ایده‌ای درباره‌یِ فضا، رنگ، تاریکی و روشنی، حرکت و غیره نخواهد داشت. مسئلهٔ مولینیو به همین نظراتِ لاک دربارهٔ نسبت میان حواس و ایده‌ها بازمی‌گشت. او در ۷ ژوئیه ۱۶۸۸ به لاک نوشت:
مسئله‌ای که به حضور نویسندهٔ تحقیق در فهم بشر ارائه می‌شود:
مردی هست که نابینا به دنیا آمده و کُره و مکعبی در دست دارد، تقریباً هم‌اندازه، و به او آموخته یا گفته می‌شود که کدام را کُره بنامد و کدام را مکعب، به نحوی که، با لمس یا حس کردن، می‌تواند آن دو را به آسانی از یکدیگر تشخیص دهد؛ سپس، هر دو را از او می‌گیرند و بر میزی می‌گذارند. بیایید فرض کنیم که بینایی‌اش به او بازگردانده شود؛ آیا او قادر خواهد بود که با قوای بینایی‌اش، و پیش از لمس آن‌ها، بداند که کدام کُره است و کدام مکعب؟ یا این که، آیا او قادر خواهد بود که با قوای بیناییاش، پیش از آن که دستان‌اش را دراز کند، حتی اگر به آن‌ها نرسند، بفهمد که آن اَشکال، ۲۰ یا ۱۰۰۰ فوت با او فاصله دارند؟
لاک، نه همان زمان، بلکه بعدها (در ۱۶۹۳)، طی گفتگوهایی که با مولینیو داشت، آن را بسیار واجد اهمیت یافت و در ویرایش دوم کتاب خود به آن اشاره کرد و پاسخ داد و از آن زمان تا کنون، مسئلهٔ مولینیو توجه بسیاری از فلاسفه و دانشمندان را به خود جلب کرده‌است.

### پاسخ‌ها به مسئلهٔ مولینیو
پاسخ‌هایی که به مسئلهٔ مولینیو داده شده، متنوع و گسترده‌اند. این مسئله، به شکل عام، به این صورت برگردانده شده که آیا ادراکات بصری و لمسی از یک چیز، با یکدیگر تلازم و نسبتی دارند، یا این که هیچ ارتباط و الزامی میان آن‌ها برقرار نیست. برخی دربارهٔ خود سؤال تردیدهایی وارد کرده‌اند؛ مثلاً گفته‌اند که اصولاً نمی‌توان یا بسیار دشوار است که به شیوهٔ تجربی به این سؤال پاسخ گفت و صرفاً یک آزمایش فکری ست. مرلو-پونتی می‌گوید که فرضِ اساسیِ این پرسش این است که می‌توان و می‌بایست قلمرویِ متفاوتی برای تجربیاتِ حسیِ گوناگون متصور شد. در واقع، مولینیو حواسِ پنج‌گانه را جدا از هم تصور می‌کند و حوزه‌هایِ مستقلی را برای هر حس قائل است که به هم راه ندارند. مرلو-پونتی می‌گوید که چنین فرضی نادرست است، چرا که یکپارچگیِ پدیداریِ جهان چنین اقتضا می‌کند که حواس به هم راه داشته باشند و در ساحتِ حسی، قادر باشیم به نوعی یکپارچگی و نبودِ مرزِ مشخص میانِ تجربیاتِ حسی اذعان کنیم. برخی، مانند بارکلی، معتقد اند که ارتباط میان ادارک بصری و لمسی، ارتباطی کاملاً دلبخواهی ست و صرفاً بر مبنای تجربه ایجاد می‌شود. از این رو، به نظر بارکلی، فرد نابینایی که بینایی‌اش را بازیافته، در بدو امر، و بدون ممارست و کسب تجربیات حسی و لمسی، قادر نخواهد بود که مکعب را از کُره تشخیص دهد. به عبارت دیگر، از نظر بارکلی، چنین فردی قادر نخواهد بود میان ایده‌هایی که از حس لامسه به دست آورده و ایده‌هایی که بر مبنای بینایی شکل گرفته‌اند، ارتباط یا پپوندی پیشاتجربی برقرار کند. هر نوع ایجاد پیوند میان این دو ادراک، نیازمند تجربه است و به شکلی متغیر (و نه ضروری) ایجاد خواهد شد. لاک نیز معتقد بود که فرد نابینا نخواهد توانست پیوندی میان این دو برقرار کند و از این رو، قادر نخواهد بود که کُره را از مکعب تشخیص دهد، مگر آن که با تجربه قوای بینایی‌اش را تربیت کند. اما در عین حال، لاک پیوند میان ادراک بصری و ادراک حسی را ضروری می‌دانست، به این معنی میان حواس نه پیوند دلبخواهی، بلکه نوعی ضرورت واقعی حکمفرما ست که از طریق تجربه تثبیت می‌شود و شکل می‌یابد.

## پاورقی و منابع
1. ↑  کارمن، تیلور (۱۳۹۰). مرلو-پونتی. تهران: ققنوس. صص. ۱۰۳.
2. ↑  لاک، جان (۱۳۴۹). تحقیق در فهم بشر. تهران: کتابفروشی دهخدا.
3. ↑  Degenaar, Marjolein and Lokhorst, Gert-Jan (2014). "Molyneux's Problem". The Stanford Encyclopedia of Philosophy (به انگلیسی).{{cite web}}:  نگهداری یادکرد:نام‌های متعدد:فهرست نویسندگان (link)
4. ↑  نامِ مولینیو در ترجمهٔ فارسیِ کتابِ کارمن تیلور، به صورتِ مالینوکس ضبط شده‌است.
5. ↑  کارمن، تیلور (۱۳۹۰). مرلو-پونتی. تهران: ققنوس. صص. ۱۱۳–۱۰۳.
6. ↑  بارکلی، جورج (۱۳۹۴). نظریه‌ای تازه در باب ابصار. آبادان: پرسش.